# Kroktjärnen (Järna socken, Dalarna, 671174-141077)
Kroktjärnen är en sjö i Vansbro kommun i Dalarna och ingår i Dalälvens huvudavrinningsområde.